# Paranemastoma emigratum
Espèce
Synonymes
- Nemastoma emigratum Roewer, 1959

Paranemastoma emigratum est une espèce d'opilions dyspnois de la famille des Nemastomatidae.

## Distribution
Cette espèce est endémique du Tamil Nadu en Inde.

## Description
La femelle holotype mesure 3,5 mm.

## Systématique et taxinomie
Cette espèce a été décrite sous le protonyme Nemastoma emigratum par Roewer en 1959. Elle est placée dans le genre Paranemastoma par Schönhofer en 2013.

## Publication originale
- Roewer, 1959 : « Die Araneae, Solifuga und Opiliones der Sammlungen des Herrn Dr. K. Lindberg aus Griechenland, Creta, Anatolien, Iran und Indien. » Göteborgs Kungliga Vetenskaps- och Vitterhets-Samhälles handlingar. Ser. B, Matematiska och naturvetenskapliga skrifter, vol. 8, no 4, p. 1–47.